# Yautepec de Zaragoza
Yautepec (offiziell: Yautepec de Zaragoza) ist eine Stadt und Hauptort des Municipio Yautepec. Sie befindet sich im mexikanischen Bundesstaat Morelos. Bei der Volkszählung von 2010 hatte Yautepec 42.731 Einwohner.
Archäologische Grabungen ergaben, dass dieses Gebiet ursprünglich von den Olmeken bewohnt wurde. 
Zur Zeit der Azteken hatte Yautepec große politische Bedeutung und Einfluss auf mehrere Stadtstaaten. Yautepec war die größte Stadt in der Region und besaß einen prachtvollen Königspalast. Die aztekische Herrschaft dauerte bis 1521. In diesem Jahr wurde die Stadt von Hernán Cortés bei seinem Kriegszug um den Texcoco-See erobert.  